# Jan Robbins
Jan Robbins (3 januari 1964) is een dartster uit Wales.
Robbins eerste grote stappen in de dartsport waren het behalen van de kwartfinale in de Winmau World Masters in 2002 en 2003. In 2005 haalde Robbins de halve finale van World Darts Trophy. Ze verloor van Francis Hoenselaar met 1–2 in sets. Ook haalde ze dat jaar de halve finale van het BDO World Darts Championship. Ook hier verloor ze van Hoeselaar met 0–2 in sets. In 2006 haalde ze weer de halve finale van Lakeside, maar opnieuw verloor ze van Hoenselaar met 0–2 in sets. In 2007 werd Robbins de eerste Welsh dartster die de WDF World Cup wist te winnen. Ze won in de finale van haar landgenoot Julie Gore met 4–2 in sets. Ook won ze met Gore het Overall klassement. Robbins haalde ook succes in de koppelwedstrijden. Op het WDF Europe Cup Koppels in 2008 haalde ze met Gore de finale. Ook haalde ze met Gore de finale van de Dutch Open Koppels in 2009.

## Resultaten op wereldkampioenschappen

### BDO
- 2002: Kwartfinale (verloren van Vicky Pruim met 0–2)
- 2005: Halve finale (verloren van Francis Hoenselaar met 0–2)
- 2006: Halve finale (verloren van Francis Hoenselaar met 0–2)

### WDF
- 2001: Laatste 16 (verloren van Ann-Louise Peters met 0–4)
- 2003: Laatste 16 (verloren van Marika Juhola met 3–4)
- 2005: Laatste 64 (verloren van Mayumi Ouchi met 3–4)
- 2007: Winnaar (gewonnen in de finale van Julie Gore met 4–2)